# 潍柴雷沃

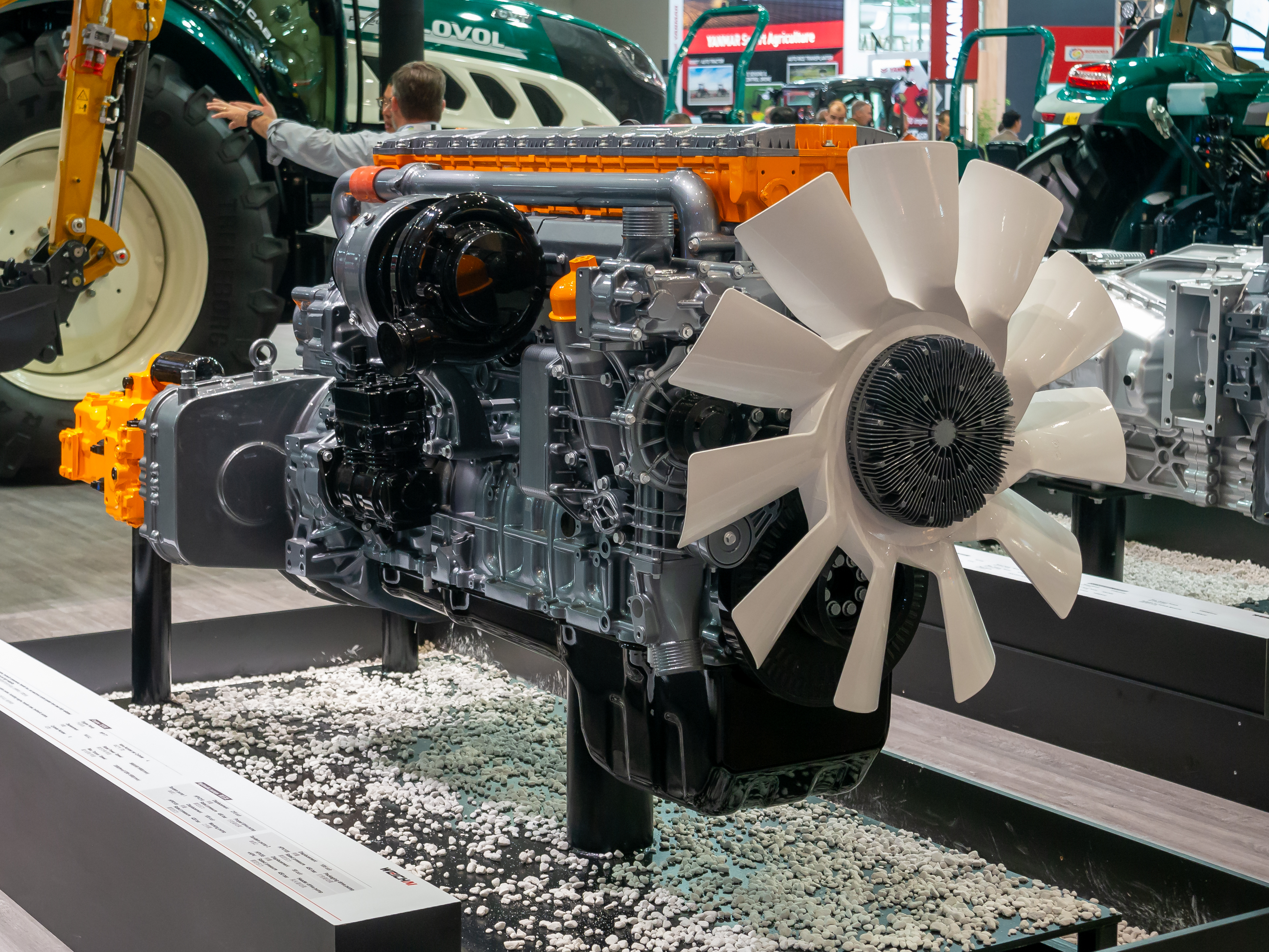

潍柴雷沃智慧农业科技股份有限公司，简称潍柴雷沃，是中华人民共和国的一家以农业机械为主营业务的企业，总部位于山东省潍坊市。该公司的前身为北汽福田于1998年成立的潍坊收获机械厂，2004年福田将农业机械业务剥离后，成立以河北宣工为主要投资方的福田重工。目前为潍柴动力的控股子公司，实际控制人为山东省国资委控制的山东重工集团。潍柴雷沃是中国大陆最大的农机企业，在拖拉机、小麦机、玉米机等产品市场份额均保持行业领先。

## 历史

### 福田时期
1998年3月，北汽福田宣布进军收获机械产业，其后仅用四个月的时间建立工厂。8月28日，北汽福田潍坊收获机械厂成立（后改名为潍坊农业装备分公司），该厂系福田雷沃重工的前身。同年10月，福田谷神联合收割机投产上市。2000年11月，北汽福田先后到德国、英国、法国的农机生产企业学习先进生产技术、管理经验，并签订了引进技术、人才和关键零部件的合同，自此进入拖拉机产业，并推出50、60、70三个马力段，30多个品种的福田欧豹大中马力拖拉机。

### 业务剥离
2003年11月20日，北汽福田召开临时股东大会，决定将公司旗下的农业装备业务，以及相关资产和债务转让予河北宣工。翌年，在福田与戴姆勒公司谈合资之时，戴姆勒要求福田将非汽车资产剥离。同年9月17日，山东福田重工股份有限公司成立，由河北宣工、潍坊投资、青特集团、潍柴动力、中信车桥5名出资人共同出资。尽管福田未持有该公司股权，但福田的名称仍然得到授权可以继续使用。
2006年9月，该公司正式发布“LOVOL”（雷沃）全新品牌名称，标志由清华大学美术学院设计。外界宣称其中文名称解释为“中国的雷诺和沃尔沃”，不过雷沃重工相关负责人表示这是坊间传闻。

### 潍柴掌权与业务重组
2019年7月22日，山东省国资委原则同意山东重工集团所属潍柴集团无偿划入潍坊投资持有的雷沃重工2.52亿股股份。10月23日，潍柴受让雷沃重工20.84%的国有股权获山东省、潍坊市官方批准，潍柴集团依据《公司章程》规定委派两名雷沃重工董事会成员。山东重工表示，通过股权转让，潍柴将与雷沃实现高效协同研发，将潍柴动力拥有的高端非道路全系列发动机、CVT动力总成和液压动力总成等核心产业资源融入，推动产品迈向高端，提升市场竞争力。
2020年12月23日，山东重工集团同意潍柴集团以12.676亿元收购天津雷沃持有的雷沃重工39.16%股份。2021年1月3日，雷沃重工更名为“潍柴雷沃重工股份有限公司”，至此公司完成战略重组，潍柴集团成为雷沃重工新的控股股东，潍柴派出董事长、纪委书记、财务和采购负责人进驻雷沃工作。同年2月，潍柴与雷沃成立联合项目组，并于同年8月推出中国首台商业化CVT智能拖拉机。潍柴重组雷沃后也改变了先前“暴雷”的危机局面，2021年累计销售农业装备11.2万台，同比增长51%。
2021年12月，潍柴雷沃将旗下的雷沃工程机械全部股权转让予潍柴集团，自此潍柴雷沃业务不再涉及工程机械。
2022年4月18日，潍柴动力董事会审议通过《关于公司收购潍柴雷沃重工股份有限公司部分股份暨关联交易的议案》。同日，潍柴动力、潍柴集团、潍柴雷沃签署股份转让协议，潍柴动力拟以现金形式收购潍柴集团持有的潍柴雷沃22.69%股权。2022年6月14日，潍柴雷沃完成股权交割工作，潍柴动力实现对潍柴雷沃的控制，共持有62%的股权，并在当年6月开始将潍柴雷沃纳入合并报表范围。
2022年7月，潍柴雷沃决定采用派生分立方式进行公司分立，从该公司分立出新设的启星机械及五星车辆公司，将与农业装备业务关联性较低、业务协同作用较小的业务和资产剥离。同年8月，潍柴动力董事会同意启动潍柴雷沃分拆上市筹备工作，其后通过增资扩股方式实施员工股权激励。8月30日，潍柴雷沃公司全称更名为“潍柴雷沃智慧农业科技股份有限公司”。
2022年11月17日，潍柴集团与央企乡村投资基金、鲁信智农、中民创新、垦拓基金、无锡锦秋、欠发达地区发展基金组成的联合购买体签署《产权交易合同》，前述联合购买体受让潍柴集团持有的潍柴雷沃1.0885亿股股份。
2022年11月23日，潍柴动力在当天召开的临时董事会会议审议通过分拆潍柴雷沃的上市方案。2023年3月，深圳证券交易所受理潍柴雷沃在创业板发行股票的申请。

## 业务与产品
在业务重组后，潍柴雷沃主要从事农业机械的研发、生产和销售，是中国大陆规模最大、产品矩阵最完备的农业装备企业，拥有动力换挡和CVT无级变速等核心技术及L2级智能驾驶技术，其中240马力CVT拖拉机于2021年投产，是中国大陆首台国产CVT智能拖拉机，打破长期依赖进口的局面。2022年，潍柴雷沃轮式谷物收获机械、玉米收获机械市场占有率均排名第一；拖拉机内销市场占有率排名第二，国际市场占有率排名第一；履带式谷物收获机械市场占有率排名第二；高端精量播种机械、打（压）捆机等机具行业排名位居前列。该公司同时面向国际市场出口25-240马力大中型拖拉机、履带式谷物收获机械和轮式谷物收获机械等产品，产品远销全球128个国家和地区。

### 产品线
根据招股书披露，潍柴雷沃的主要产品如下：

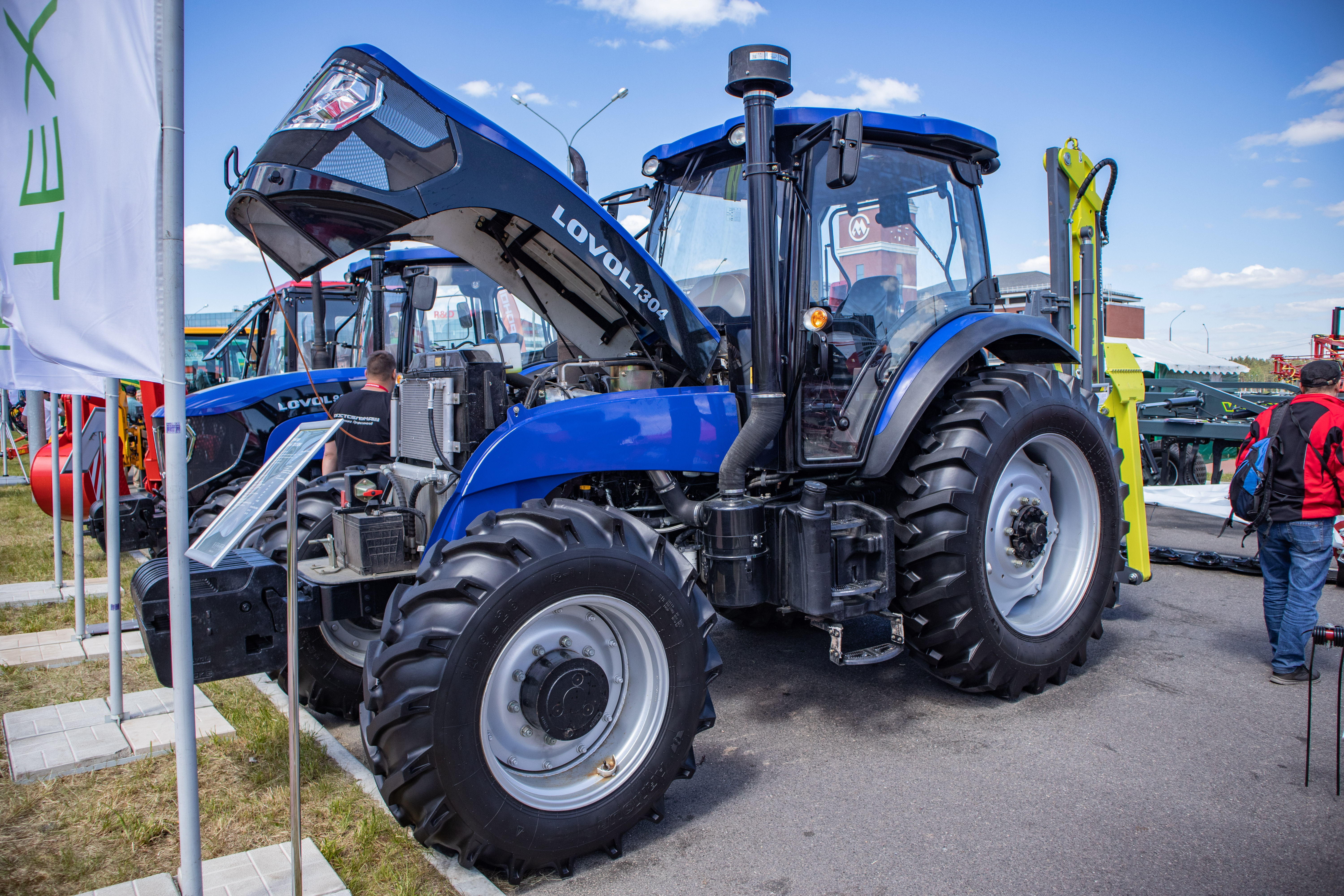
雷沃1304型拖拉机

| - 拖拉机 - M2000（25-70马力） - M3000（50-100马力） - M4000（80-120马力） - M5000（80-200马力） - M6000（180-230马力） - M7000（220-260马力） - P3000（40-60马力） - P4000（100-140马力） - P5000（150-180马力），采用动力高低档变速箱 - P7000（220-240马力），采用CVT无级变速箱 - P8000（280-340马力），采用CVT无级变速箱（在研产品，预计2023年下半年上市） | - 轮式谷物收获机械：GE、GM、GR、GK、GV - 履带式谷物收获机械：RG、RM - 玉米收获机械：CD、CE、CC、CB、CF - 耕整机械：L6000、L7000 - 免耕精量播种机：2BMXE/2BMQE - 复式条播机：2BGXF - 插秧机 - 特种收获机械：花生收获机、青饲料收获机、甘蔗收获机、割草压扁机 - 循环式烘干机 - 牧草机械：小方捆、饲草型方捆机、圆捆机 |

## 事件

### 商标侵权事件
2008年5月，由于雷沃商标与沃尔沃相似，沃尔沃及其律师就商标类似问题在全球范围内收集证据，准备率先在中国和美国等主要市场内起诉雷沃，当时的福田雷沃重工也在积极准备应对，惟后续进展便无下文。

### 遭大股东起诉传闻
2020年7月，媒体报道称潍柴集团因无法获得公司财报而起诉雷沃重工的消息。7月28日，潍柴集团发表声明就此事公开澄清，表示根据《公司法》和《公司章程》规定，要求雷沃重工提供财务会计报告，系履行国有控股企业职责、行使公司股东权利、参与公司法人治理的正常行为。同时，针对雷沃重工亏损情况，潍柴集团亦积极提请雷沃重工董事会尽快召开临时股东大会，研究公司亏损原因及弥补亏损方案，确定下一步经营方针和投资计划。